# 希爾菲爾德冰川
72°26′S 167°42′E / 72.433°S 167.700°E
希爾菲爾德冰川（英語：Hearfield Glacier）是南極洲的冰川，位於維多利亞地的博克格雷溫克海岸，流經製圖師山脈，最終在勝利山脈的奧爾德里奇峰以東注入特拉法爾加冰川。